# Deuteronomos canaria
Deuteronomos canaria är en fjärilsart som beskrevs av Jacob Hübner 1790. Deuteronomos canaria ingår i släktet Deuteronomos och familjen mätare. Inga underarter finns listade i Catalogue of Life.